# I když se směju, musím plakat
I když se směju, musím plakat (v originále Auch wenn ich lache, muß ich weinen) je jeden z posledních románů rakouského spisovatele J. M. Simmela, který byl napsán v roce 1993.

## Děj
Míša Kafanke je mladý instalatér a prodavač sociálního zařízení. Shání peníze, aby mohl zaplatit svému dodavateli, a tak se chytá různých zaměstnání a obchodů, které mu dohodí jeho kamarád Rus Leon.
Ale Míša se dostane do finanční tísně, byl mu zabaven majetek, obchod i střecha nad hlavou. Je zhnusen, otráven životem. Pak se zeptá Leona, jestli by se s ním nemohl vrátit domů do Ruska. Leon souhlasí, a tak se Míša dostává do malé vesničky Dimitrovka, kde se seznamuje s Leonovou rodinou. Zamiluje se do Iriny, Leonovy sestry.
Jenže je zlá doba. U moci je Jelcin, lidé ho proklínají a vzpomínají na Gorbačova a předseda kolchozu v Dimitrovce nemá Míšu rád, protože je Položid. Dává Leonově rodině těžké práce a Míša se rozhodne, že odjede do Ameriky. Ale když si jde pro vízum, zatknou ho policisté. Vyslýchají ho a tvrdí, že Míša je nějaký atomový vědec Valentin Volkov. Ačkoliv se Míša brání, je odsouzen za vlastizradu. Má být zastřelen, ale na poslední chvíli je zachráněn - sám soudce ho propouští a dává mu letenku do USA. V hotelu Intourist potkává krásnou Melody, která ho omámí svým zjevem. Melody mu dá povzbuzující drogy a v tomto stavu ho unese do Iráku. 
Tam je znovu vyslýchán a opět mu říkají, že je vědec Volkov. Když je Míša převážen do jiného místa, je zachráněn izraelskou tajnou službou Mossad. Ta Míšovi věří, že je Míša Kafanke a po neuvěřitelných týdnech může konečně odjet do Ameriky. Ale v letadle ho stihne další dobrodružství: letadlo je uneseno a Míša se dostane do Sarajeva. Únosci jsou zlikvidováni a Míša se v Sarajevu setkává s Leonem.
Zanedlouho odjíždí do Ameriky za sestřenicí své matky. Uskutečňuje také svůj vynález a on může poslat Irině letenku, aby za ním mohla přijet žít.